# DFB-Pokal 2015-2016 (secondo turno)
Questa voce raccoglie un approfondimento sulle gare del secondo turno (o sedicesimi di finale) dell'edizione 2015-2016 della Coppa di Germania di calcio, disputate tra il 27 e il 28 ottobre 2015.

## Formula
Il sorteggio del secondo turno, avvenuto il 14 agosto 2015 presso l'Allianz Arena di Monaco di Baviera (subito dopo la fine della partita Bayern Monaco-HSV, valida per il campionato di Fußball-Bundesliga 2015-2016), è stato eseguito dal campione di sci alpino Felix Neureuther e dal presidente della DFB Wolfgang Niersbach. Tutti i nominativi delle 32 squadre qualificate erano collocati in un'unica urna.
Come da regolamento, le squadre si affrontano in una gara secca di sola andata, da disputarsi in casa del club di livello inferiore, oppure - qualora ambedue i team abbiano militato nello stesso campionato durante la stagione precedente - in base a una scelta a tavolino. Se al termine dei 90' regolamentari il punteggio è in parità, sono previsti due tempi supplementari da 15' ciascuno: in caso di persistenza del pareggio anche dopo di essi, la partita viene risolta ai calci di rigore.

## Incontri
| Arbitro: | Hartmann (Wangen) |

|            |           |  |
| Wegner 74’ | Marcatori |  |

| Arbitro: | Ittrich (Amburgo) |

|            |           |                      |
| Golley 47’ | Marcatori | 56’ 99’ (rig.) Kalou |

| Arbitro: | Osmers (Hannover) |

|                     |           |                       |
| Schindler 6’ (aut.) | Marcatori | 70’ Mugosa 77’ Okotie |

| Arbitro: | Fritz (Korb) |

|                                                                     |           |              |
| G. Burgstaller 10’ Behrens 17’ Füllkrug 41’ Leibold 43’ D. Blum 69’ | Marcatori | 72’ Demirbay |

| Arbitro: | Kampka (Magonza) |

|                                            |           |  |
| Einsiedler 5’ Rosenzweig 23’ Steinherr 67’ | Marcatori |  |

| Arbitro: | Siebert (Berlino) |

|                     |           |                |
| Sulu 74’ Wagner 79’ | Marcatori | 75’ A. Sobiech |

| Arbitro: | Perl (Pullach) |

|                 |           |  |
| Löwe 67’ (aut.) | Marcatori |  |

| Arbitro: | Kircher (Rottenburg) |

|              |           |                                     |
| Schürrle 90’ | Marcatori | 15’ Douglas Costa 20’ 34’ T. Müller |

| Arbitro: | Cortus (Röthenbach an der Pegnitz) |

|  |           |                                                                       |
|  | Marcatori | 15’ Brandt 35’ Bellarabi 38’ 54’ Hernandez 80’ Kiessling 83’ Jurčenko |

| Arbitro: | Stark (Ergolding) |

|                                             |                      |                                                  |
| Bouhaddouz Paqarada Roßbach Stolz Linsmayer | Tiri di rigore 3 – 4 | Kraus Schnatterer Theuerkauf Titsch-Rivero Feick |

| Arbitro: | Sippel (Monaco di Baviera) |

|                                                                              |           |           |
| Ramos 25’ Castro 30’ 58’ Kagawa 43’ Gündoğan 54’ Piszczek 87’ Mxit'aryan 89’ | Marcatori | 21’ Lakić |

| Arbitro: | Dingert (Lebecksmühle) |

|  |           |                               |
|  | Marcatori | 11’ Ji 25’ Esswein 49’ Caiuby |

| Arbitro: | Meyer (Burgdorf) |

|  |           |                               |
|  | Marcatori | 22’ Harnik 90+2’ (rig.) Maxim |

| Arbitro: | Rohde (Rostock) |

|  |           |                                          |
|  | Marcatori | 21’ 61’ Holtmann 36’ Berggreen 79’ Ademi |

| Arbitro: | Stieler (Amburgo) |

|  |           |                       |
|  | Marcatori | 42’ Stindl 53’ Hazard |

| Arbitro: | Brych (Monaco di Baviera) |

|          |           |  |
| Ujah 23’ | Marcatori |  |

## Squadre qualificate alla fase finale
- Erzgebirge Aue
- Hertha Berlino
- Monaco 1860
- Norimberga
- Unterhaching
- Darmstadt
- Bochum
- Bayern Monaco

- Bayer Leverkusen
- Heidenheim
- Borussia Dortmund
- Augusta
- Stoccarda
- Eintracht Braunschweig
- Borussia M'gladbach
- Werder Brema